# August Friedrich Staats

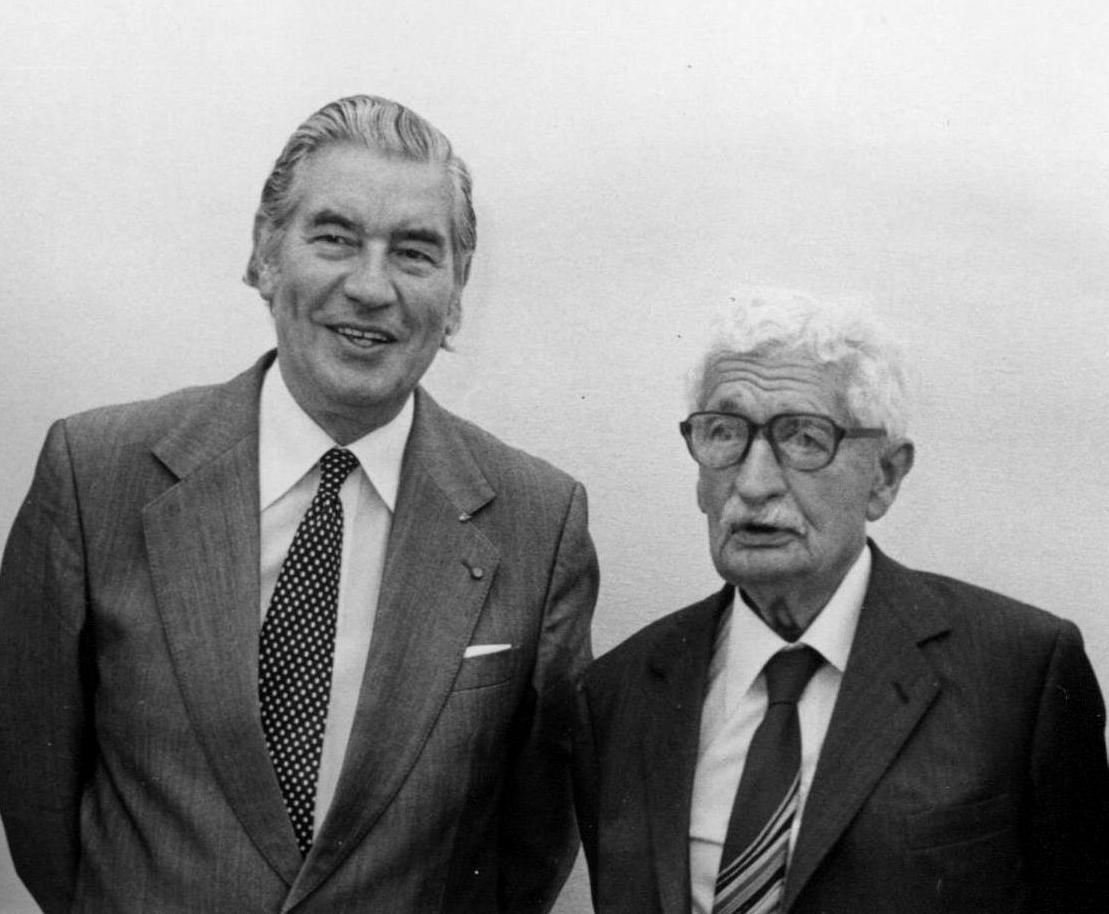
August Friedrich Staats (links) und Hermann Oberth (1979)

August Friedrich Staats (* 27. Oktober 1913 in Bremen; † 30. Mai 2002 in Delmenhorst) war ein deutscher Elektroingenieur für Steuerungs- und Messtechnik. Er arbeitete während des Zweiten Weltkrieges in der Heeresversuchsanstalt Peenemünde. Nach dem Krieg wechselte er in die Schweißtechnik und stieg dort bis zum Direktor bei den Vereinigten Acetylen-Werken Hannover auf. Er war Gründer und von 1952 bis 1990 Präsident deutscher Raketen- und Raumfahrtvereine, die sich für die Förderung der friedlichen Erforschung und Erschließung des Weltraums einsetzten. In Deutschland warb er für das Thema „Die Rakete zu den Planetenräumen“.

## Werdegang
August Friedrich Staats studierte in Bremen Elektrotechnik und begann in diesem Bereich zu arbeiten. Im Alter von 21 Jahren erhielt er sein erstes Patent für eine elektroakustische Fernbedienung. Es folgten Tätigkeiten mit wachsender beruflicher Verantwortung in der Rundfunk-, Hochfrequenz- und Elektronikforschung.
Im Zweiten Weltkrieg war er zunächst Soldat, wurde aber bald als Fachmann zur Heeresversuchsanstalt Peenemünde abkommandiert. Er gehörte dort zum Entwicklungsteam von Ernst Steinhoff, das Funksteuerungs-, Leit- und Telemetrie-Systeme entwickelte. Hier lernte er das Team um Walter Dornberger und Wernher von Braun, aber auch Hermann Oberth kennen. Seitdem faszinierte ihn das Ziel dieser Männer, mit Raketen den Weltraum zu erschließen.
Nach dem Krieg wechselte er in die Schweißtechnik, wurde dort Oberingenieur und später Geschäftsführer bei den Vereinigten Acetylen-Werken Hannover mbH, wo er bis zu seiner Pensionierung tätig war. Bis 1991 war Staats ehrenamtlicher Vorstandsvorsitzender des Vereins zur Förderung der Schweißtechnischen Lehr- und Versuchsanstalt Hannover e.V. Seine Vorträge und Veröffentlichungen über die Luft- und Raumfahrt waren richtungsweisend für die Güteanforderungen an die schweißtechnische Fertigung. Er gehörte dem Beirat im Institut für Werkstoffkunde der TU Hannover an.
1960 wurde Staats Vizepräsident der International Astronautical Federation (IAF). Außerdem war er Mitglied der International Academy of Astronautics (IAA) und der International Eurasian Academy of Sciences in Minsk (Weißrussland).

## Wirken

### Hermann-Oberth-Gesellschaft

#### Gründung und Präsidentschaft
Nachdem die Alliierten das Verbot einer deutschen Luft- und Raumfahrtforschung aufgehoben hatten, gründete Staats zusammen mit zehn weiteren Entwicklungsingenieuren am 21. September 1952 unter dem Leitmotiv „Die friedliche Erforschung und Erschließung des Weltraums fördern“ die Arbeitsgemeinschaft für Raketentechnik (AFRA) e.V. Während seiner langjährigen Amtszeit bis 1990 als Präsident dieser Gesellschaft durchlief diese zwei Namensänderungen (1957, Deutsche Raketen-Gesellschaft (DRG) e.V. und 1963, Hermann-Oberth-Gesellschaft (HOG) e.V.).
Ihm war wichtig, dass der Verein stets eine unabhängige Mittlerposition zwischen Politik und Industrie einnahm. Zudem wurde eine vielschichtige Vereinsstruktur aufgebaut. In den Nachwuchs-, Bezirks-, Landes- und Auslandsgruppen konnten sich Jugendliche, Studenten, Fachleute und interessierte Laien für die Vereinsziele engagieren.
Von Anfang an setzte Staats auch auf internationale Kontakte zur Förderung der friedlichen Raketen- und Raumfahrttechnik und konnte hierbei all die Jahre auf die Mitwirkung seiner Frau Hildegard Staats zählen. 1956 wurde die AFRA auf dem 7. Kongress der International Astronautical Federation in Rom als Mitglied der IAF aufgenommen. Der Kongress war mit einer Audienz bei Papst Pius XII. verbunden, bei der sich Staats für die friedliche Erforschung und Erschließung des Weltraums einsetzte.
Staats hat während den fünf Dekaden seines vielfältigen Einsatzes für die Förderung der friedlichen Erforschung und Erschließung des Weltraums viel Anerkennung und Freunde gewonnen und auch schon Anfang der 1960er Jahre osteuropäische Raumfahrtvereine einbezogen. So konnte die HOG weitreichende Kontakte in großen Teilen der Welt aufbauen.
Staats war außerdem der Gründer und Chefredakteur der Zeitschrift „Astronautik“, dem Sprachorgan der HOG.

#### HOG-Raumfahrtkongresse zum Wissenstransfer
In den 1960er Jahren wurde die Öffentlichkeitsarbeit der HOG auch mit Hilfe der Amerika-Häuser ausgeweitet. Im Übrigen nutzte Staats seine nationalen und internationalen Kontakte, um in Fachkreisen und in der Politik für die Teilnahme am jährlichen Raumfahrtkongress zu werben, bei dem stets hochkarätige nationale und internationale Referenten über die Geschichte, die Gegenwart und die Zukunft der Raumfahrt berichtet haben. Zu den ganz besonderen Höhepunkten hat er den Kongress und die Feier zum 75. Geburtstag von Hermann Oberth im Juni 1969 in Salzburg gezählt, an dem – drei Wochen vor der ersten bemannten Mondlandung – zahlreiche internationale Besucher und Wernher von Braun als Festvortragender teilgenommen haben.

#### Internationalen Förderkreis für Raumfahrt Hermann Oberth
1969 war er einer der Gründer für den Internationalen Förderkreis für Raumfahrt Hermann Oberth e.V. Den Vorsitz übernahm Wernher von Braun (Washington, USA).
Bereits 1971 erhielt der IHO die Mitgliedschaft in der International Astronautical Federation in Paris, dem Weltverband der Raumfahrtorganisationen.
Nach dem Tod des Präsidenten Wernher von Braun am 16. Juni 1977 erfuhr die Vereinigung die Namensänderung in Internationaler Förderkreis für Raumfahrt Hermann Oberth – Wernher von Braun (IFR) e.V.
Ab diesem Zeitpunkt leitete Staats bis 1998 das IFR-Präsidium als Präsident und mit Ernst Stuhlinger und Ernst Sellner als Vizepräsidenten.
1971 war Staats Initiator und Mitbegründer des Hermann-Oberth-Raumfahrtmuseum e.V. (HORM) in Feucht, dem Wohnsitz von Hermann Oberth.
Er wirkte von 1971 bis 1995 als dessen erster Vorsitzender.
1990 legte August Friedrich Staats nach fast 40 Jahren sein Amt als Präsident nieder. Staats wirkte als Ehren- und Vizepräsident der HOG weiter mit.
Im Herbst 1990 trat die Hermann-Oberth-Gesellschaft in Verhandlungen ein, mit dem Ziel, die HOG mit der Deutschen Gesellschaft für Luft- und Raumfahrt und den beiden ostdeutschen Luft- und Raumfahrtvereinen, der Gesellschaft für Raketentechnik und Weltraumfahrt und dem Fachverband für Luftfahrt zur Deutschen Gesellschaft für Luft- und Raumfahrt Lilienthal – Oberth e.V. (DGLR) zusammenzuschließen. Nach umfangreichen Gesprächen und Abstimmungen wurde der Zusammenschluss 1993 vollzogen.
Staats wurde Ehrenmitglied dieser neuen Gesellschaft.

### Raketen- und Raumfahrttechnische Lehr- und Versuchsstellen
Von 1957 bis 1963 führte die DRG bei Cuxhaven bahnbrechende Experimente mit den selbst entwickelten Höhenforschungsraketen vom Typ Kumulus und Cirrus durch.
Im Jahr 1964 wurden Flüge privater Höhenforschungsraketen in der Bundesrepublik untersagt, weil die Bonner Politik neben der aufkommenden Raketen- und Raumfahrtindustrie, die friedliche und militärische Projekte verfolgte, keine Raketenentwicklung – auch nicht für friedliche Zwecke – durch private Enthusiasten-Vereine dulden wollte, auf die sie keinen Einfluss hatte.
Daher regte Staats nach 1964 – in Anlehnung an die Schweißtechnischen Lehr- und Versuchsanstalten des Verbands für Schweißtechnik – die Gründung von sogenannten Raketen- und Raumfahrttechnischen Lehr- und Versuchsstellen in Bremen, Hannover, Darmstadt, Duisburg und Stuttgart an, um vor allem dem technisch-wissenschaftlichen Nachwuchs Prüfstandversuche mit Feststoff-, Heißwasser- oder Hybridraketenantrieben zu ermöglichen.

### Astrophilatelie
Staats veranlasste die Etablierung der Astrophilatelie als eine der Finanzierungsquelle der Vereinsausgaben des HOG. Zu Beginn veranstaltete die DRG 1959 und 1960 dutzende Postraketenexperimente. Am 1. November 1959 startete eine Postrakete mit 5000 Briefen. 1961 sind von zwölf Postraketen 10.500 Briefe befördert worden.

## Ehrungen
August Friedrich Staats hat einige Ehrungen im Bereich der Schweißtechnik und Raumfahrt erhalten.
Zum einen wurde er Ehrenmitglied des Deutschen Verbandes für Schweißtechnik e.V. aufgrund seiner ehrenamtlichen Tätigkeit als Vorstandsvorsitzender des Vereins zur Förderung der Schweißtechnischen Lehr- und Versuchsanstalt Hannover e.V. und seiner Vorträge und Veröffentlichungen über die Luft- und Raumfahrt, die richtungsweisend für die Güteanforderungen an die schweißtechnische Fertigung waren.
Außerdem erhielt er die folgenden Ehrungen von der von ihm geführten Hermann-Oberth-Gesellschaft für seine hervorragenden Verdienste für die Förderung der friedlichen Erforschung und Erschließung des Weltraums in all ihren Disziplinen:
- Erstmalige Verleihung der Verdienstmedaille der französischen Vereinigung für Raumfahrtforschung und Aeronautik, 1964
- Goldenes Ehrenzeichen der Landesregierung, Salzburg, 1969
- Ehrendoktorwürde der Universität Barcelona, 1969
- Bundesverdienstkreuz 1. Klasse, 1971
- Wernher-von-Braun-Medaille der DGLR
- Goldener Hermann-Oberth-Ring
- Goldener Wernher von Braun-Ring
- Ehrenpräsident der Hermann-Oberth-Gesellschaft, 1990 aufgrund seiner außergewöhnlich erfolgreichen HOG-Präsidentschaft von 1952 bis 1990
- Ehrenmitglied der Deutschen Gesellschaft für Luft- und Raumfahrt Lilienthal-Oberth (DGLR), 1993 wegen der Fusion der vier deutschen Luft- und Raumfahrtvereine
- Ehrennadel der Deutschen Raumfahrt, Deutschen Gesellschaft für Luft- und Raumfahrt Lilienthal-Oberth (DGLR) 1994
- Ehrenpräsident des Internationalen Förderkreises für Raumfahrt Hermann Oberth-Wernher von Braun e.V. wegen seiner erfolgreichen Präsidentschaft von 1977 bis 1998